# Alvord (Teksas)
Alvord je gradić u američkoj saveznoj državi Teksas. Prema popisu stanovništva iz 2010. u njemu je živjelo 1.334 stanovnika.